# Torrente Vasi
Torrente Vasi este o arie protejată (arie specială de conservare — SAC, sit de importanță comunitară — SCI) din Italia întinsă pe o suprafață de 250 ha, integral pe uscat.

## Localizare
Centrul sitului Torrente Vasi este situat la coordonatele 38°13′08″N 15°53′11″E / 38.218889°N 15.886389°E.

## Înființare
Situl Torrente Vasi a fost declarat sit de importanță comunitară în septembrie 1995 pentru a proteja 10 specii de animale. Situl a fost protejat și ca arie specială de conservare în aprilie 2018.

## Biodiversitate
Situată în ecoregiunea mediteraneană, aria protejată conține 7 habitate naturale: Păduri de fag din Apenini cu Taxus și Ilex, Liziere de ierburi înalte hidrofile de câmpie și de nivel montan până la alpin, Râuri cu maluri nămoloase cu vegetație de Chenopodion rubri p.p. și Bidention p.p., Păduri de Quercus ilex și Quercus rotundifolia, Păduri aluvionare cu Alnus glutinosa și Fraxinus excelsior (Alno-Padion, Alnion incanae, Salicion albae), Păduri de Castanea sativa, Păduri pe pante, grohotișuri și ravene de Tilio-Acerion.
La baza desemnării sitului se află mai multe specii protejate:
- păsări (6): acvilă de munte (Aquila chrysaetos), mierla de apă (Cinclus cinclus), șerpar (Circaetus gallicus), sfrâncioc roșiatic (Lanius collurio), silvie de câmp (Sylvia communis), silvie de tufiș (Sylvia undata)
- amfibieni (1): Bombina pachypus
- nevertebrate (2): Cordulegaster trinacriae, Rosalia alpina
- pești (1): salmo cettii (Salmo cetti)

Pe lângă speciile protejate, pe teritoriul sitului au mai fost identificate 3 specii de plante, 1 specie de amfibieni, 1 specie de mamifere, 1 specie de nevertebrate, 1 specie de reptile.